# Sobótka (powiat ostrowski)
Sobótka (dawniej Sobótka Wielka) – wieś, położona w województwie wielkopolskim, w powiecie ostrowskim, w gminie Ostrów Wielkopolski. Dawniej miasto; uzyskała lokację miejską przed 1463 rokiem, zdegradowana przed 1793 rokiem.

## Położenie
Sobótka leży w centralnej części Wysoczyzny Kaliskiej (Koźmińskiej), na północnym skraju powiatu, ok. 15 km na północ od Ostrowa. Przez miejscowość przebiega droga krajowa nr 11 (planowana S11) Bytom – Ostrów – Sobótka – Poznań – Kołobrzeg. Do najbliższej stacji kolejowej (Bronów, położony na linii Ostrów – Pleszew) jest z Sobótki 5 km. Do Sobótki można dojechać z Ostrowa autobusami komunikacji miejskiej.

## Gospodarka
Niewielki ośrodek, głównie handlowy i usługowy (poczta, straż pożarna) dla północnej części gminy. Od kilku lat Sobótka posiada obwodnicę dla drogi krajowej nr. 11. Siedziba Hodowli Roślin Sobótka.

## Historia
Jedna z najstarszych miejscowości regionu ostrowskiego – Sobótka jest znana od 1301 roku. Już wtedy była tu osada targowa oraz parafia z drewnianym kościołem. Przed 1463 rokiem lokowano tu miasto Sobótka Wielka (ob. płd. część wsi). Był to wówczas jeden ze znaczniejszych ośrodków w ówczesnym powiecie kaliskim. Miejscowość ta to gniazdo rodowe Sobockich herbu Korab. Prawdopodobnie miastu towarzyszyła też osada podgrodowa Sobótka Mała. Sobótka Wielka straciła prawa miejskie na początku XVIII wieku. Później należała m.in. do ojca Wojciecha Bogusławskiego i wdowy po Wojciechu Bogusławskim – Joanny oraz do rodu von Stieglerów. W latach 1942–1943 w pobliskim Grudzielcu znajdował się obóz pracy – w Sobótce znajdują się groby Żydów tam zamordowanych. Miejscowość przynależała administracyjnie przed rokiem 1933 do powiatu pleszewskiego, w latach 1933–1934 do powiatu jarocińskiego, w latach 1975–1998 do województwa kaliskiego, a w latach 1934–1975 i od 1999 do powiatu ostrowskiego. Do 1954 roku istniała gmina Sobótka.

## Części miejscowości
Nieoficjalnymi częściami miejscowości są:
- Wielka Wieś (dawne miasto Sobótka Wielka)
- Mała Wieś
- Nowa Wieś
- Sobótka Odbudowania

## Zabytki

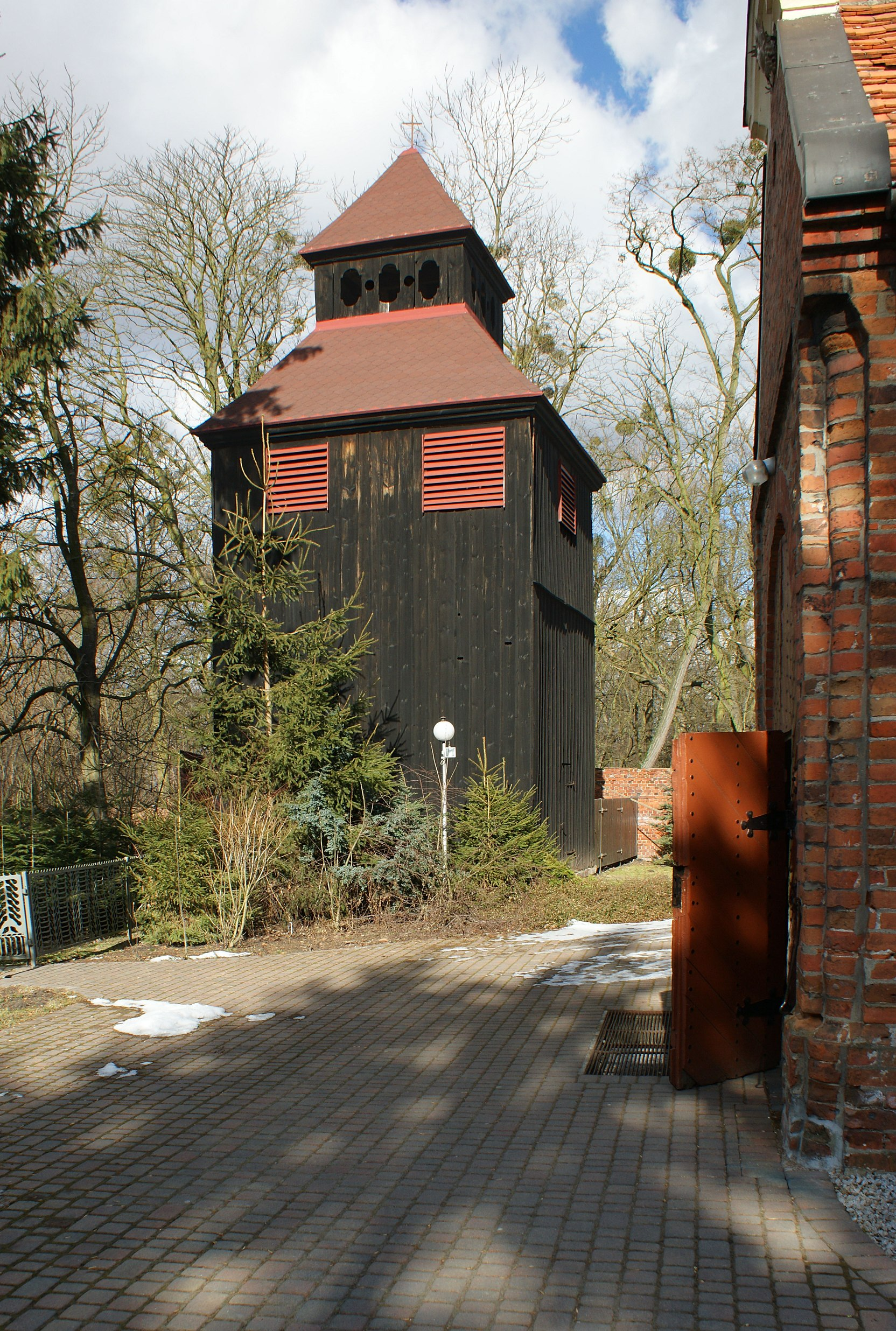
Drewniana dzwonnica z 1797r. w Sobótce.

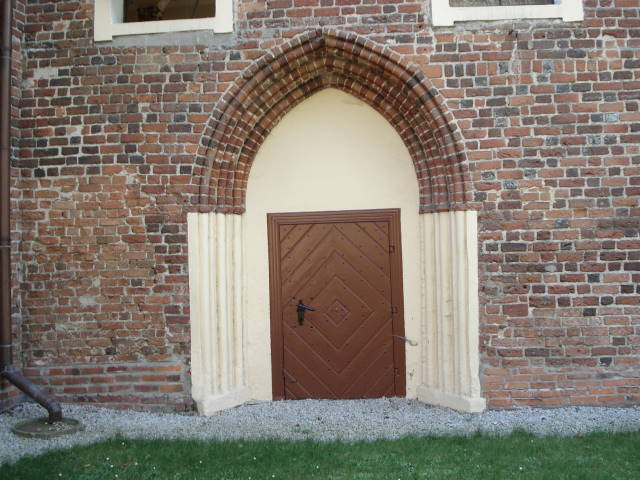
Gotycki portal kościoła par. w Sobótce

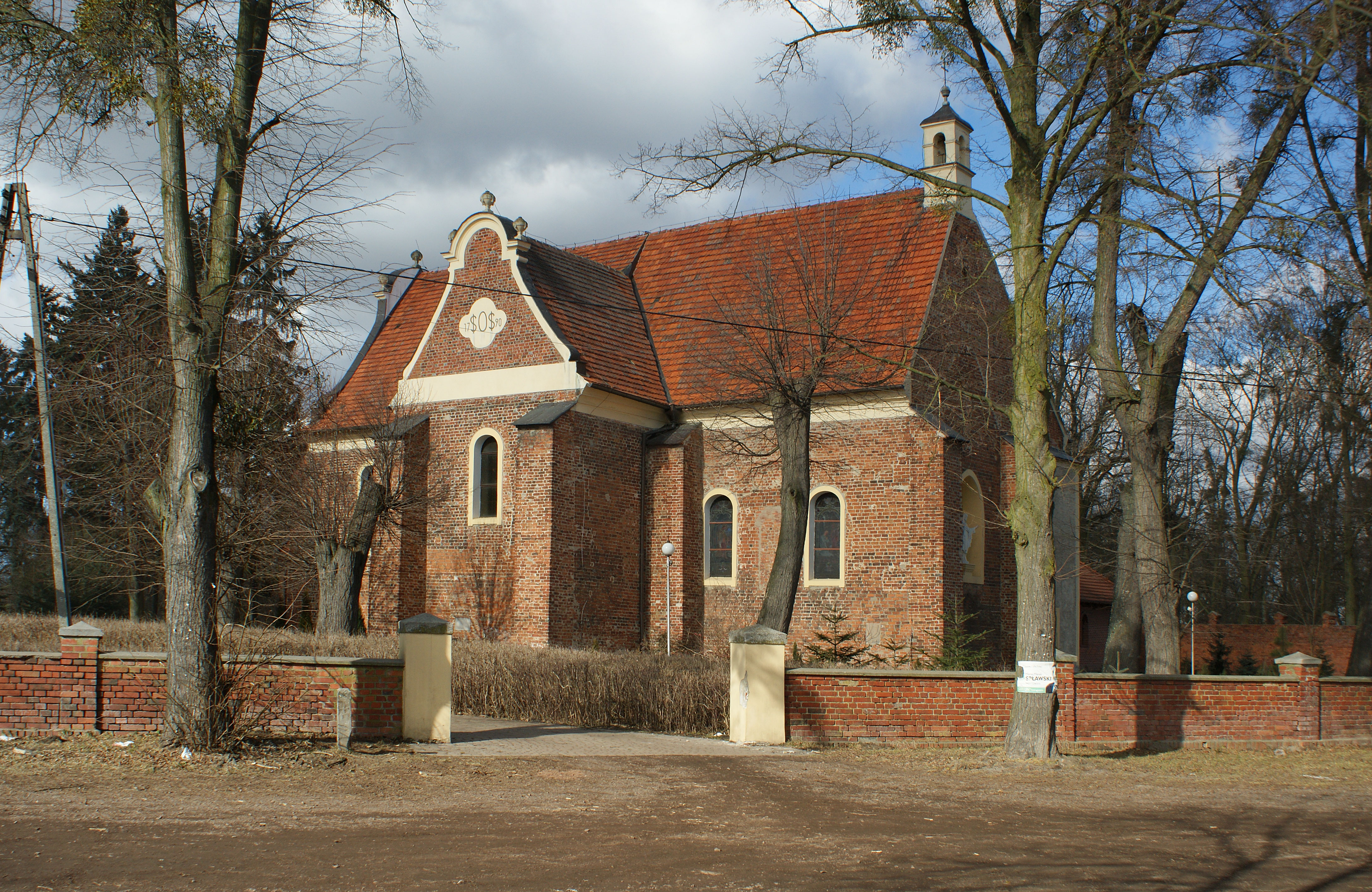
Wczesnogotycki kościół pw. narodzenia NMP w Sobótce

- Pałac von Stieglerów z lat 1898–1899, eklektyczny, piętrowy, z dwiema wieżyczkami, basztami i wieżą, zachowana sala złota, sklepienia kolebkowe w piwnicy, klasycystyczny wystrój sali balowej. W maju 2011 w pałacu doszło do pożaru, w wyniku którego zniszczeniu uległy pomieszczenia na parterze obiektu. Straty materialne oszacowane zostały na ok. 800 tysięcy PLN[7].
  - Park krajobrazowy, z lat 40. XIX wieku,
  - Zabudowania pofolwarczne z przełomu XIX i XX wieku, 5 dziedzińców, do zespołu należą m.in. ujeżdżalnia, stajnie, powozownia, chlewnia.
- Kościół Narodzenia Najświętszej Marii Panny, wczesnogotycki, prawdopodobnie z końca XIII wieku, wendyjski układ cegieł,
  - wczesnogotycki portal ostrołukowy wykonany z profilowanej cegły,
  - wczesnogotyckie przypory,
  - prezbiterium ze sklepieniem kolebkowym,
  - ołtarz boczny z II połowy XVIII wieku,
  - chrzcielnica z 1675 roku, wykonana z czarnego marmuru,
  - dwa krucyfiksy z XVIII wieku,
  - dzwonnica z 1797 roku, drewniana, konstrukcji słupowej, oszalowana, kryta gontem, z dzwonem z 1558 roku fundacji Jadwigi Sobockiej i drugim z 1762.

Przez Sobótkę biegnie szlak turystyczny Lewków – Sobótka – Gołuchów.

## Urodzeni w Sobótce
- Teodor Witkowski – polski urzędnik kolejowy, polityk i działacz związkowy, poseł na Sejm w II RP[8].

## Przyroda
- Park krajobrazowy pałacu von Stieglerów, z lat 40. XIX wieku: 6,6 ha, drzewa pomnikowe,
- Las Sobótka (leśnictwo Sobótka, nadleśnictwo Taczanów).